# S. J. 클라크슨
S. J. 클라크슨(영어: S. J. Clarkson)은 영국의 TV 드라마 연출가, 영화 감독이다. 드라마 《닥터스》, 《이스트엔더스》, 《미스트리스》, 《제시카 존스》 등을 연출하였다.